# گروگان‌گیری در سفارت ایالات متحده آمریکا
گروگان‌گیری در سفارت ایالات متحده آمریکا که در ادبیات سیاسی جمهوری اسلامی تسخیر لانهٔ جاسوسی و در ادبیات رسانه‌ای غرب بحران گروگان‌گیری در ایران (به انگلیسی: Iran hostage crisis) خوانده می‌شود؛ به بن‌بست دیپلماتیکی میان ایران و ایالات متحده اطلاق می‌شود که در ۱۳ آبان ۱۳۵۸ (۴ نوامبر ۱۹۷۹) با حملهٔ تعدادی از فعالان حوزه دانشجویی موسوم به دانشجویان پیرو خط امام به سفارت آمریکا در تهران آغاز شد و با به گروگان گرفته‌شدن ۶۶ دیپلمات آمریکایی به یکی از عمده‌ترین بحران‌های بین‌المللی تبدیل شد.  این گروگان‌گیری ۴۴۴  روزه در ۳۰ دی ۱۳۵۹ (۲۰ ژانویه ۱۹۸۱) با پذیرش قرارداد الجزایر از سوی دولت‌های ایران و ایالات متحده پایان یافت.
به گزارش بی‌بی‌سی و نیویورک تایمز در دسامبر ۲۰۱۵، اعلام شد که پس از ۳۵ سال، کنگره ایالات متحده موفق شده‌است قانونی را تصویب نماید که از محل جریمه بانک فرانسوی پاریباس که به علت نقض تحریم‌های ایران، سودان و لیبی حدود ۹ میلیارد دلار جریمه شده بود به هر یک از ۵۳ دیپلماتی که ۴۴۴ روز در تهران گروگان گرفته شده بودند حدود ۴ میلیون و چهارصد هزار دلار غرامت پرداخت شود که معادل حدوداً روزی ۱۰ هزار دلار خواهد بود.

## پیشینه
تنها سه روز پس از وقوع انقلاب ۱۳۵۷ و باوجود آن که دولت ایالات متحده دولت جدید ایران را به رسمیت شناخته بود، در صبح روز ۲۵ بهمن ماه، یک گروه مسلح احتمالاً از هواداران سازمان مارکسیست انقلابی موسوم به سازمان چریک‌های فدایی خلق ایران یا یک گروه مسلح مارکسیست دیگر به سفارت آمریکا در خیابان تخت جمشید یورش بردند. سفیر وقت آمریکا ویلیام سالیوان به تفنگداران دریایی محافظ سفارتخانه دستور داد تا تنها به منظور حفظ جان خود تیراندازی کنند و برای پراکنده کردن چریک‌هایی که اقدام به بالا رفتن از دیوارها کرده بودند، از گاز اشک‌آور استفاده نمایند. با وخیم تر شدن اوضاع، سالیوان با دولت موقت تماس حاصل کرده و از آن‌ها کمک خواست. کارکنان سفارت سپس همگی خود را در اتاق گنبدی شکل مخابره خبر حبس کرده و اقدام به از بین بردن اسناد کردند. پس از آن که مهاجمان، کارکنان سفارت را به مرگ و آتش زدن اتاق مخابره خبر تهدید کردند، به دستور سالیوان، آنان همگی تسلیم شدند. با این حال امتناع روح‌الله خمینی رهبر انقلاب ۱۳۵۷، از تأیید اقدام یادشده، ابراهیم یزدی وزیر امور خارجه دولت موقت را قادر ساخت تا به نمایندگی از دولتش، به این تنش پایان دهد. پس از گذشت دو ساعت، نیروهای کمیته انقلاب به همراه یزدی وارد درگیری شده و موفق شدند چریک‌ها را به ترک سفارت ترغیب کنند، به این ترتیب در ساعت دوازده ظهر آن روز، کنترل سفارت آمریکا به دست مقامات دولت موقت افتاد. همان روز، روزنامه اطلاعات، در صفحه اول خود ذیل تیتر «سفارت آمریکا سقوط کرد» نوشت: «سرانجام سفارت آمریکا به تصرف ارتش انقلاب و چریک‌ها درآمد. مأموران سفارت آمریکا و تفنگداران دریایی که از داخل سفارت تیراندازی می‌کردند، در این دقایق تسلیم شدند و چریک‌ها و افراد مسلح به داخل سفارت رفتند.» یزدی ضمن عذرخواهی از سالیوان این واقعه را حاصل عوامل کنترل نشده انقلاب دانست و به او اطمینان داد که امنیت آن‌ها از آن به بعد تضمین خواهد شد.
دولت موقت مهدی بازرگان به این دلیل توسط خمینی انتصاب شده بود که روحانیون هوادار او از مهارت مدیریتی لازم برای اداره دولت بی‌بهره بودند و روحانیون میانه‌رو و ملّیون نیز با مداخله آنان در سیاست مخالفت می‌ورزیدند. دولت موقت، ائتلافی از ملی گرایان مذهبی و سکولار بود که به رغم برخوردار بودن از برخی امتیازات مهم، نتوانست زمینه پیشرفت ناسیونالیسم ایرانی را به عنوان یک عامل سیاسی عمده در ایران پس از انقلاب فراهم کرده و از اوج‌گیری بنیادگرایی شیعه جلوگیری کند. در آن برهه زمانی که محبوبیت افراد به میزان «انقلابی بودن» و نه لزوماً منطقی بودن طرح‌های آنان برای آینده بستگی داشت، دولت موقت نسبت به خواست اجتماع، بی‌تفاوت یا حتی مخالف و از برقراری ارتباط با طبقات پایین اجتماع عاجز بود. هم‌زمان خمینی که از پایگاه مردمی بالایی برخوردار بود، زیرکانه به تقویت هواداران خویش در سازمان روحانیت و گسترش نهادهای تازه تأسیس انقلابی و دیوان‌سالاری دولتی اقدام کرد. اقدامی که نوعی دولت در دولت محسوب می‌شد.
اندکی پس از آغاز به کار دولت، مجلس تازه تأسیس خبرگان که اکثراً از هواداران خمینی تشکیل می‌شد، اقدام به تدوین قانون اساسی کرد. در این قانون، اختیارات وسیعی به خمینی به عنوان ولی فقیه از جمله فرماندهی نیروهای مسلح و تعیین نیمی از اعضای شورای نگهبان داده شده بود. ملی‌گرایان، چپ‌گرایان و مجاهدین خلق با این قانون به مخالفت برخاستند، اما شدیدترین مخالفت‌ها از سوی کاظم شریعتمداری روحانی میانه‌رو بود. در این زمان، هواداران روح‌الله خمینی یا «مکتبی‌ها» هنوز کاملاً قدرت را دست نگرفته بودند و از این‌رو به چالش طلبیدن آنان امری ممکن بود، اما مخالفان ولایت فقیه، در متحد شدن با یک‌دیگر ناتوان بوده و از یک‌دیگر حمایتی به عمل نیاوردند. در حالی‌که چپ‌گرایان و ناسیونالیست‌ها سرگرم هماهنگ‌کردن استراتژی خود در مخالفت با قانون اساسی بودند، بحران گروگان‌گیری کارکنان سفارت آمریکا روی داد. این اتفاق، وضعیت سیاسی کشور را دگرگون کرد، مانع طرح مباحث جدی دربارهٔ قانون اساسی شد و ملی‌گرایان و چپ‌ها را وادار به عقب‌نشینی و اخذ موضع دفاعی کرد. ضمن اینکه موازنه نیروها، به گونه‌ای آشکار به نفع حامیان روح‌الله خمینی رقم خورد و بارِ دیگر هرچند ناخواسته، ایالات متحده عاملِ تغییر مسیر سیاسی ایران شد.
داریوش همایون  در این باره می گوید: 
ناتوانی از همه جای رژیم آشکار بود.من فکر می‌کردم که چون نیروهای مخالف فوق‌العاده قوی هستند، منظورم نیروهای مخالف خمینی که قبلاً مخالف شاه بودند، و دولت و به اصطلاح رژیم بر کارش مسلط نیست و مردم هم سرخورده شدند زمینه‌ی شورشی فراهم شود که با باز شدن مدارس و دانشگاه‌ها مسلم بود. خمینی خودش بارها پیش از باز شدن مدارس هشدار داد و اظهار نگرانی کرد و پیدا بود که بسیار ترسیدند و من تصور می‌کنم داستان اشغال سفارت آمریکا نود درصدش مربوط بود به همین خطری که آن سال رژیم را، آشوب‌های جوانان، دانشجویان، دانشگاهیان و دانش‌آموزان، تهدید می‌کرد.....این اقدام شدیدی که خمینی کرد که برای این که سفارت آمریکا را بگیرد به این دلیل بود که مخالفان خودش را در جناح چپ خلع سلاح بکند و این کاری بود که کرد.جناح چپ مخالفان خمینی در آن موقع مقتدرترین بودند و من احتمال شدیدی می‌دادم که بعد از حرکت دست چپی‌ها بر ضد خمینی ارتش وارد میدان بشود و هر دو را سرکوب بکند و خیلی این احتمال برای من زیاد بود.به هر حال با گرفتن سفارت آمریکا اصلاً همه چیز عوض شد و رژیم محکم شد. 

## بحران گروگان‌گیری

بازدید روحانیون از سفارت آمریکا.

تظاهرات ضد آمریکایی در مقابل سفارت آمریکا، ۲۱ آبان ۱۳۵۸

تظاهرات ضد آمریکایی در مقابل سفارت آمریکا، ۲۶ آبان ۱۳۵۸

بازرگان در دوران ریاست خود، مجدانه تلاش می‌کرد زمینه برقراری روابط مستحکم و دو جانبه با آمریکا را فراهم آورَد، سیاستی که توسط ابراهیم یزدی وزیر امور خارجه وی نیز مورد حمایت بود. قرار بر این بود که با میانجیگری بازرگان، دیداری میان خمینی و نمایندگان آمریکایی در تهران صورت گیرد، از اینرو بازرگان برای پذیرش سفیر معرفی شده جدید آمریکا اعلام آمادگی نمود. اما سنای آمریکا در ماه مه ۱۹۷۹ (اردیبهشت ۱۳۵۸) قطعنامه‌ای را که پیش‌نویس آن توسط دو سناتور نزدیک به شاه، تهیه شده بود، تصویب کرد. به موجب این قطعنامه، دولت ایران به دلیل اعدام‌های فوری مقامات رژیم گذشته محکوم شده بود. دولت بازرگان بر اثر فشارهای وارده از سوی حامیان خمینی و همچنین چپ‌گرایان، اعلام کرد که این قطعنامه نوعی دخالت آشکار در امور کشور بوده و حاضر به پذیرفتن سفیر جدید آمریکا نیست.
اما شاید حساس‌ترین مسئله برای ایران، که موجب فراهم شدن بهانه برای تصرف سفارت آمریکا شد، سرنوشت شاه تبعیدی بود. حامیان بانفوذ شاه در آمریکا، که معتقد بودند از سرگیری روابط دوستانه حکومت جدید با آمریکا، موجب تقویت جمهوری اسلامی می‌شود، برای ممانعت از برقراری آن تلاش‌هایی به عمل آوردند و دولت جیمی کارتر رئیس‌جمهور وقت آمریکا را به منظور صدور اجازه ورود شاه به آمریکا برای معالجات پزشکی زیر فشار گذاشتند. سایروس وَنس، وزیر امور خارجه آمریکا، معتقد بود که به‌طور حتم، با ورود شاه به آمریکا، تمامی شانس‌های موجود برای برقراری روابط با دولت جدید از میان خواهد رفت. بروس لِینگن، (Bruce Laingen) دیپلمات آمریکایی و هنری پرشت، (Henry Precht) مسئول وقت میز ایران در دپارتمان امور خارجه آمریکا، با مشاهده جو ضدیت با دولت موقت در ایران، به کاخ سفید توصیه کردند که پذیرش شاه به خاک آمریکا را به تعویق بیندازد. آنان همچنین مدعی شدند که پذیرفتن شاه، موجب تضعیف روند عادی‌سازی روابط ایران و آمریکا خواهد شد و بهانه لازم را برای تندروها فراهم خواهد کرد تا دولت بازرگان را از دور خارج کنند. لینگن حتی ادعا نمود که این امر موجب سقوط سفارت آمریکا در ایران و به گروگان گرفتن اعضای آن خواهد شد. در مقابل زبیگنیو برژینسکی (Zbigniew Brzezinski)، مشاور امنیت ملی، خواستار پذیرفتن شاه و به نمایش گذاشتن اقتدار و وفاداری آمریکا به یک دوست قدیمی بود. وزیر خارجه پیشین هنری کیسینجر، دیوید راکفلر و عده‌ای از حامیان نزدیک شاه نیز، کارتر را برای پذیرفتن شاه، تحت فشار قرار دادند. سرانجام کارتر با ورود شاه موافقت کرد. (گفتنی است کل دوره اقامت محمدرضا پهلوی در ایالات متحده در این برهه از ۳۰ مهر تا ۲۴ آذر سال ۵۸ خورشیدی بود.) برخی دلیل این تصمیم کارتر را اقدامات بشردوستانه می‌دانند، برخی نیز معتقدند که کارتر نمی‌خواست در انتخابات ریاست جمهوری آینده، به پشت کردن به یک متحد سالخورده و بیمار، متهم شود. اما عده‌ای دیگر به تئوری «کیسینجر – راکفلر / چیس مانهاتان» اعتقاد داشتند. بر اساس تئوری یادشده، بانک «چیس مانهاتان» تصمیم داشت تا با متقاعد کردن دولت در پذیرفتن شاه و در نتیجه شتاب بخشیدن به خشونت‌ها در ایران، طرح مسدود کردن دارایی‌های ایران را به اجرا بگذارد. در واقع یکی از نخستین اقدامات دولت کارتر، مسدودسازی میلیاردها دلار از سرمایه‌های ایران در ایالات متحده بود؛ سرمایه‌هایی که مقادیری از آن‌ها در بانک چیس مانهاتان سپرده‌گذاری شده بود. وقتی پرشت تصمیم دولت ایالات متحده را با ابراهیم یزدی (وزیر امور خارجه) در میان گذاشت، یزدی اعتراض کرد و این تصمیم را برای دولت بازرگان بسیار مخاطره‌آمیز خواند. یزدی که از تلاش دوستان شاه برای گرفتن اجازه ورود او به آمریکا اطلاع داشت بارها به صورت غیر علنی سعی کرده بود تا از طریق مذاکره با دیپلماتها، دولت آمریکا را به عدم پذیرفتن شاه ترغیب نماید، اما توصیه پرشت و لینگن تأثیر چندانی بر قضاوت کاخ سفید نداشت.
پذیرش شاه در ۳۰ مهر همان سال در شورای مرکزی پزشکی، موجب تغییر دورنمای سیاسی ایران شد، خاطرات تلخ مربوط به کودتای سازماندهی شده از سوی سیا در ۲۸ مرداد ۱۳۳۲ را زنده کرد و انزجار فراوانی نسبت به ایالات متحده در ایران برانگیخت. چپ گرایان، دولت موقت را به عدم اعمال فشار کافی برای استرداد شاه و نداشتن زیرکی لازم جهت شناسایی توطئه واشینگتن برای اعاده سلطنت متهم کردند. خیابان‌های اطراف سفارت آمریکا در تهران، به میعادگاه چپگرایانی تبدیل شد که پی‌درپی تظاهرات ضد آمریکایی به راه می‌انداختند. در میان ناباوری آنان، هدف اصلی آن‌ها یعنی مقابله با امپریالیسم به صورت داغترین مسئله مورد نظر در کشور درآمده بود. اما نیروهای چپ، توان پیشی گرفتن از گروه‌های مبارز اسلامی را نداشتند. یکی از این گروه‌ها، «دانشجویان پیرو خط امام» بودند که یک روحانی به نام محمد موسوی خوئینی‌ها، رهبر معنوی آنان محسوب می‌شد. خوئینی‌ها بر این باور بود که دولت موقت به طرز خطرناکی به ایالات متحده نزدیک شده‌است و اجازه ورود به شاه توسط آمریکا، توطئه‌ای سازمان یافته برای فروپاشی نظام جمهوری اسلامی است. به گفته او دانشجویان هوادار خمینی به این نتیجه رسیدند که اشغال سفارت آمریکا، بهترین اقدام در مقابله با آن خواهد بود، چرا که چنین اقدامی دارای بازتاب‌های گسترده در سطح جهانی است و آن‌ها از این رهگذر می‌توانند انزجار خود را از پذیرش شاه ابراز کنند. طبق ادعای خوئینی‌ها دانشجویان از وی خواستند که خمینی را در جریان این تصمیم قرار دهد، اما استدلال وی در رد این درخواست این بود که ملاحظات سیاسی، امکان رضایت خمینی از این اقدام را منتفی می‌کند و در صورت مخالفت خمینی با این اقدام، دانشجویان، محوطه سفارت را فوراً ترک خواهند کرد.
بدین سان دانشجویان، دنبال فرصت مناسبی برای عملی کردن نقشه خود می‌گشتند که دیدار برژینسکی با بازرگان و یزدی در اواخر اکتبر در الجزایر، این فرصت را فراهم ساخت. این دیدار بی‌پروایانه، در آن مقطع حساس توسط تلویزیون سراسری ایران پخش شد و با فراخوان‌های خمینی در تشدید اعتراض دانشجویان به آمریکا، هم‌زمان شد. سه روز پس از این دیدار و در پانزدهمین سالگرد تبعید اجباری خمینی به ترکیه توسط شاه، سفارت آمریکا در تهران ساعت ۱۰ صبح، توسط دانشجویان حامی خمینی مورد حمله قرار گرفت، دانشجویان قفل و زنجیرهای در را با آهن‌بر بریدند و با شکستن در به راحتی به حیاط سفارت وارد شدند، و به حریم دیپلماتیک ایالات متحده آمریکا تجاوز نمودند. سفارت در عرض سه ساعت به‌طور کامل به اشغال آنان درآمد. مانند اقدام قبلی برای تصرف سفارت، کارکنان تلاش کردند تا اسناد را از بین ببرند، ولی مهاجمان به سرعت وارد شده و بیشتر اسناد را به دست آوردند. دانشجویان که تعدادشان کمتر از ۵۰۰ نفر بود، کارکنان سفارت را به گروگان گرفتند. صدها نمونه از اسناد توقیف شد و بحران بزرگی در عرصه بین‌المللی به وقوع پیوست.

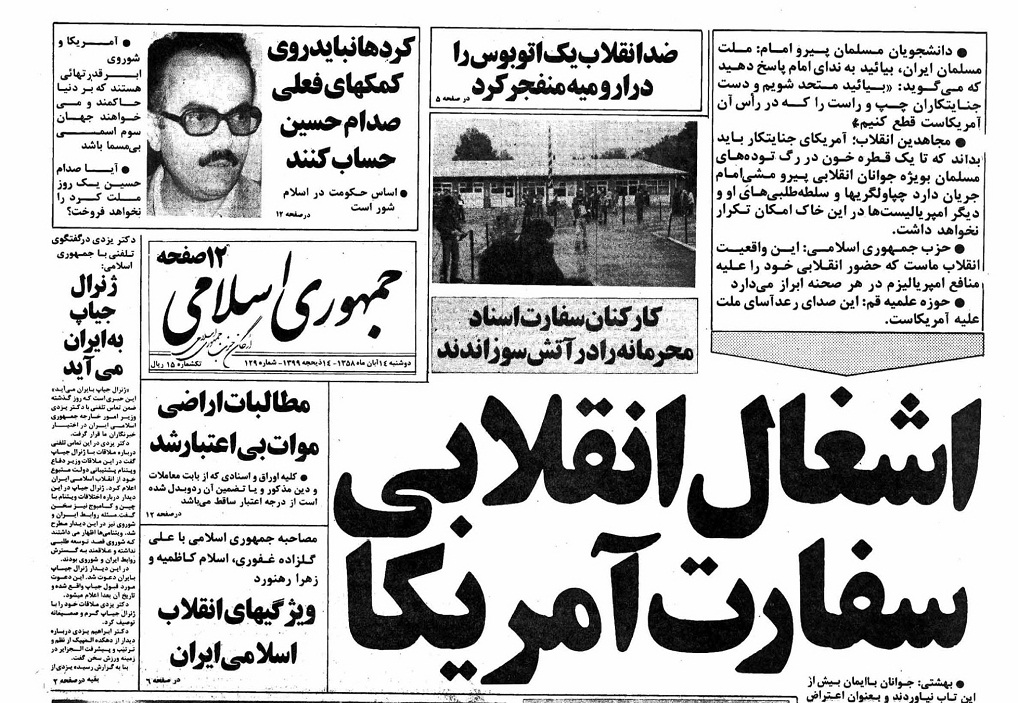
تیتر روزنامه جمهوری اسلامی در ۵ نوامبر ۱۹۷۹ (۱۴ آبان ۱۳۵۸) - اشغال انقلابی سفارت آمریکا

خمینی در ابتدا با اشتیاق چندانی از تصرف سفارت حمایت نکرد، ولی به‌زودی با تشخیص فواید بالقوه چنین اقدامی، نظر خود را تغییر داد و از آن با عنوان «انقلاب دوم ایران» که اهمیتش از انقلاب اول بیشتر بود یاد کرد. نخستین قربانی گروگانگیری، بازرگان بود. او از این اقدام به عنوان نقض قوانین بین‌المللی یاد کرد و خواستار آزادی فوری و بی‌قید و شرط گروگان‌ها شد. عدم پیروی گروه کوچکی از دانشجویان از بازرگان، ضعف دولت وی را نمایان ساخت و او دو روز بعد استعفا داد. استعفای وی شکستی برای نیروهای ملی‌گرا و میانه‌رو و پیروزی بزرگی برای دانشجویان حامی خمینی بود.

## عواقب گروگانگیری

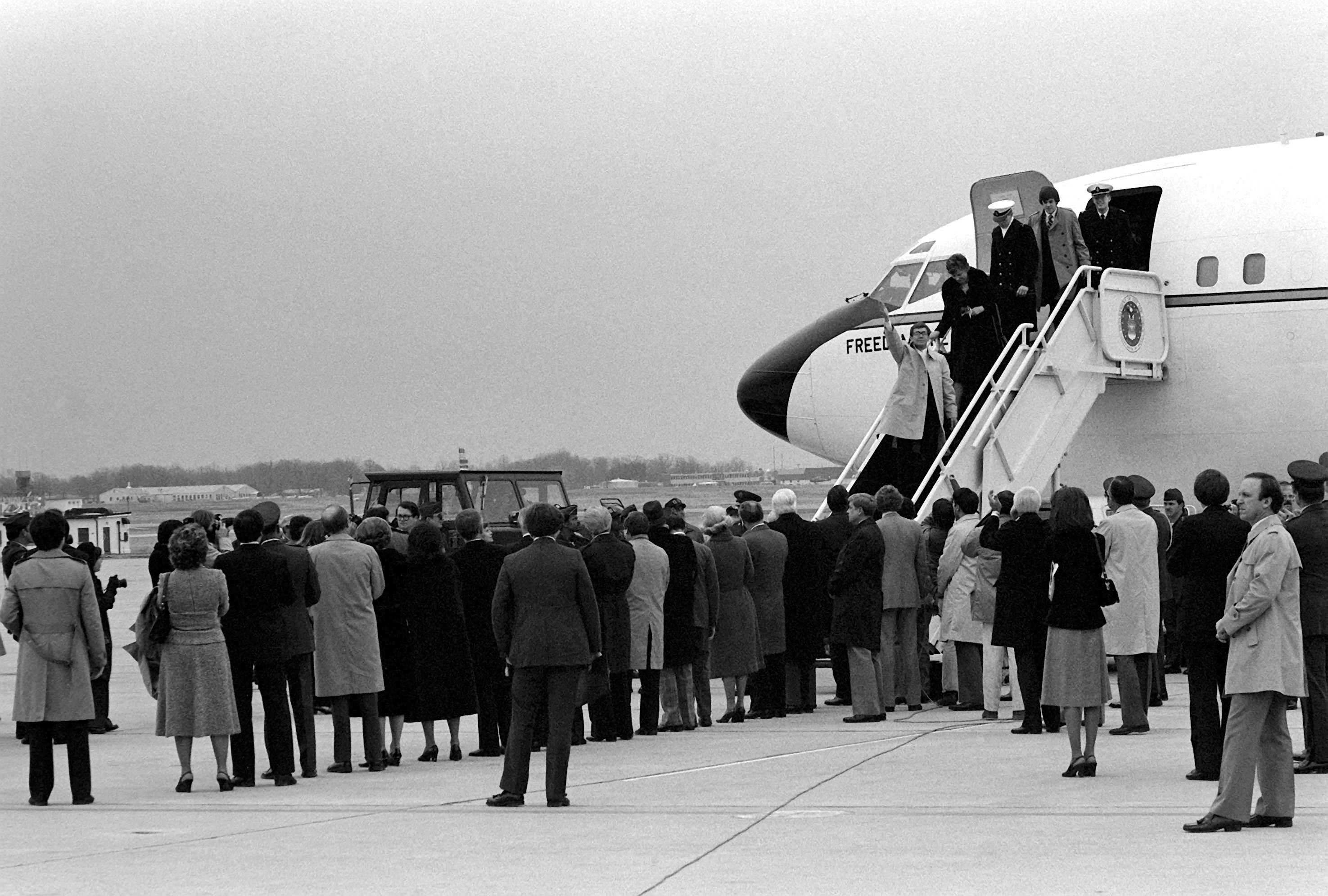
گروگانها در حال بازگشت به آمریکا

خودسوزی سید صدرالدین حاج میر ملک محمد در مقابل سفارت آمریکا

### بحران داخلی در حاکمیت
در جریان اشغال سفارت، کارمندان سفارت تلاش کردند مدارک و اطلاعات محرمانه را از بین ببرند، اما دانشجویان موسوم به پیرو خط امام توانستند بخشی از آن اطلاعات را بازیافت کنند و حدود ۷۰ سند محرمانه توسط ایران منتشر شد. بسیاری از آن اسناد مربوط به فعالیت‌های سازمان سیا در ایران می‌شد.
با استعفای بازرگان و آغاز بحران گروگان‌گیری، دانشجویان پیرو خط امام گام بزرگی به سوی تحکیم پایه‌های قدرت راست‌گرایان و تحکیم حکومت اسلامی برداشتند. آنان بحران گروگانگیری را ادامه دادند تا میانه‌روها تضعیف و قانون اساسی مد نظرشان را به تصویب برسد. به زودی قانون اساسی اسلامی تصویب و بانگ اعتراض شریعتمداری در مخالفت با آن به خاموشی گرایید. بحث و مجادله در مورد قانون اساسی، با این ادعا که چنین بحث‌هایی اکنون خائنانه‌است، رنگ باخت. در کشوری که در آن هنگام، «ضدیت با امپریالیسم» رمز پیروزی بود، حامیان خمینی به عنوان قهرمانان چنین امری شناخته می‌شدند. بحران گروگان‌گیری، برخی از رادیکال‌ترین چهره‌های بنیادگرایان را در مرکز عرصه سیاسی ایران قرار داد و صدای عناصر میانه‌رو را خاموش ساخت. چند ماه پس از آغاز این بحران، ابوالحسن بنی‌صدر نخستین رئیس‌جمهور ایران شد و دوران ریاست جمهوری وی تحت‌الشعاع ماجرای گروگانگیری، تهاجم عراق به ایران و رقابت شدید او با حامیان خمینی و نهادهای تأسیس شده و رو به رشد حزب جمهوری اسلامی قرار گرفت. بنی صدر که خود را در مقابله با مخالفان ضعیف می‌دید، بر خلاف بازرگان که رویه‌ای انفعالی در برخورد با بنیادگرایان پیشه کرد، با دست زدن به اقدامات متهورانه و تهاجمی، در صدد شکست دادن آنان برآمد.

### انتشار اسناد
مکتبی‌های حامی خمینی نیز با طولانی کردن بحران گروگانگیری، به گونه‌ای مؤثر در جهت بدنام کردن و تضعیف رقبای ملی‌گرای خود و روحانیون میانه‌رو و مخالف با ولایت فقیه، بهره بردند. دانشجویان پیرو خمینی، سفارت آمریکا را «لانه جاسوسی» نامیدند و با تلاش فراوان تکه‌پاره‌های اسنادی را که پیش از افتادن به دست آن‌ها پاره شده بود، در کنار هم قرار دادند. کارآمدترین استراتژی آن‌ها برای حرکت ایران به سوی حکومت اسلامی مورد نظرشان، انتشار گزینشی اسناد و آنچه به عنوان سند اعلام شد، پس از تدوین و تنظیم در قالب ۶۵ جلد و با عنوان «اسناد لانه جاسوسی» بود. همچنین با انتصاب خوئینی‌ها به عنوان نماینده خمینی در صدا و سیما، دانشجویان از دسترسی گسترده‌ای به رسانه‌های جمعی برخوردار شدند.
اسناد سفارت، توصیف دقیقی از تماس‌های کارکنان آن با قشرها مختلف جامعه ایران و روشنفکران و سیاستمداران ارائه می‌داد، دانشجویان خط امام، با انتشار گزینشی آن‌ها به بدنام کردن مخالفان ولایت فقیه پرداختند و صدها نفر از مردم را به جاسوسی برای آمریکا متهم نمودند. اکثر افراد مورد اتهام از ملی گرایان بودند که با مقامات آمریکایی دیدار کرده بودند. نخستین قربانی این برنامه هماهنگ عباس امیرانتظام معاون مهدی بازرگان بود که از سوی دولت موقت، مأمور برقراری تماس با سفارت شده بود. او دستگیر و به حبس ابد محکوم شد. نهضت آزادی بازرگان کوشید تا دانشجویان پیرو امام را به اتهام خراب کردن وجهه چهره‌های معروف به دادگاه بکشاند. مهدی بازرگان و همچنین سیاستمداران آمریکایی از درک رابطه ساختاری موجود بین بحران گروگان‌گیری و جنگ قدرت در ایران ناتوان بودند. دانشجویان پیرو خمینی با تخریب وجهه صدها تن، عملاً سیاست خارجی ایران را در دست گرفتند و هیچ‌کدام از روحانیون هوادار خمینی نیز با اقدامات دانشجویان و گروگانگیری، مخالفتی به عمل نیاوردند.

### دفاع چپ گرایان از گروگانگیری
فردای اشغال سفارت آمریکا، حزب توده نیروی خود را جلوی سفارت به صف کشید و با شعارِ «دانشجوی خط امام افشاء کن، افشاء کن» به حمایت از نیروهای تسخیر کننده اقدام کردند. سپس مجاهدین خلق و حزب توده از نیروهای اصلیِ مخالف آزادی گروگان‌های آمریکایی بودند. به نظر می‌رسید که چپ گرایان مانند حزب توده و فداییان خلق نیز عمق ماجرای گروگانگیری را درنیافته بودند و از پیوستن به کاروان مخالفت با آمریکا و حملات وارده به ملی گرایان شادمان بودند. حزب توده ایران، دانشجویان پیرو خط امام را «جوانان مبارزی» خواند که «بیانگر صبر به پایان رسیده مردم در نبرد با امپریالیسم» بودند. مجاهدین خلق نیز همپای آنان از این اقدام دانشجویان ستایش کردند، اما وقتی حامیان خمینی به پاکسازی برخی اعضای مجاهدین _که جزء ۵۰۰ دانشجوی تسخیرکننده سفارت بودند_ پرداختند، از شدت حمایتشان کاسته شد. از نظر عباس میلانی، چپ‌گرایان تصور نمی‌کردند که با شناسایی دانشجویان پیرو خط خمینی به عنوان ضد امپریالیست، به نوعی به خود ضربه می‌زنند. آن‌ها خود را از دستاویز مهمی که می‌توانستند از آن برای بسیج توده‌ها استفاده کنند، یعنی همان ژست ضد امپریالیستی، محروم کردند. تقابل میان مهدی بازرگان و رقبای افراطی راست منجر به محاصره سفارت و در نتیجه فاصله میان طیف‌های اول انقلاب شد.

### اختلافات در برگزاری همه‌پرسی قانون اساسی
در اوج شور و هیجان ناشی از بحران گروگانگیری در کشور، حامیان خمینی خواستار برگزاری همه‌پرسی برای پیش‌نویس قانون اساسی خود شدند. چپ گرایان و ملی گرایان به مخالفت خود با ولایت فقیه ادامه دادند و جدی‌ترین چالش با آن توسط شریعتمداری صورت گرفت که فتوایی علیه آن صادر کرد. اپوزیسیون نامتحد ولایت فقیه در آن شرایط، حریف مکتبی‌ها و بنیادگرایان نمی‌شد. به همین خاطر، در ۱۱ و ۱۲ آذر ۱۳۵۸ و در اوج بحران، همه‌پرسی برگزار شد و شورای انقلاب مدعی شد که از مجموع بیش از ۱۵ میلیون رأی ماخوذه تنها ۳۰٬۸۶۶ رای، مخالف قانون اساسی بوده‌است. در همه‌پرسی پیشین (همه‌پرسی تأیید جمهوری اسلامی)، ۲۰ میلیون نفر شرکت کرده بودند و در انتخابات جدید، ۱۷ درصد واجدین شرایط رای‌گیری، با عدم شرکت، به قانون اساسی رأی ندادند. بدین سان، بنیادگرایان به قیمت از دست دادن بخشی از پایگاه مردمی خود، به قانون تئوکراتیک خویش دست یافتند.
شریعتمداری و حزب جمهوری خلق مسلمان زیر نظر او به مخالفت خود با این قانون ادامه دادند و هنگامی که در درگیری بین آن‌ها و حامیان خمینی، یک محافظ شریعتمداری کشته شد، نیروهای حزب خلق مسلمان، قیامی را در تبریز به راه انداخته و ایستگاه رادیو و تلویزیون شهر را تصرف کردند. سپاه پاسداران به دفتر مرکزی حزب یورش برده و شماری از افراد شورشی توسط دادگاه‌های انقلاب به چوبه دار سپرده شدند.

## تلاش برای حل بحران

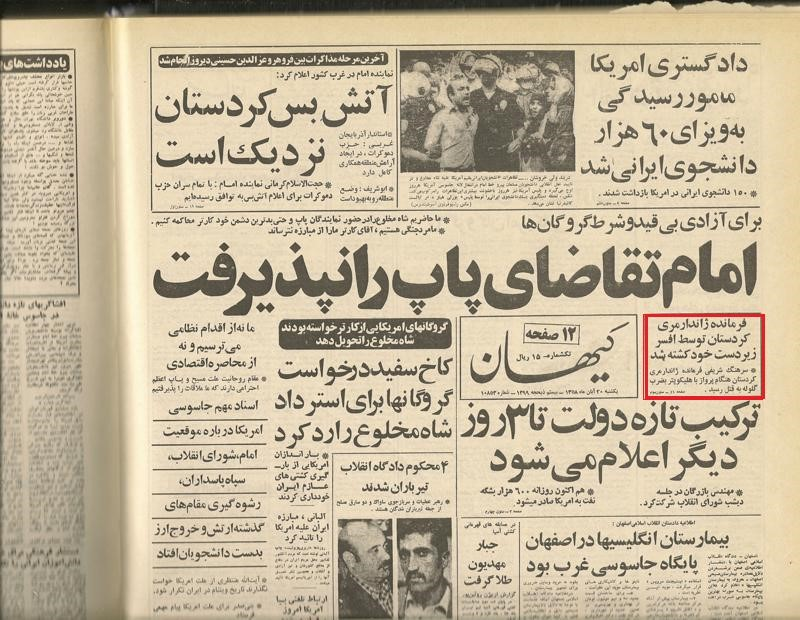
پیشنهاد پاپ

### سفر جیمز ابورزق به ایران
جیمز ابورزق در دسامبر سال ۱۹۷۹ تقریبا یکماه پس از بحران گروگانگیری سفارت امریکا برای مذاکره جهت آزادی گروگانها به تهران سفر کرد . در این سفر با بنی صدر گفتگو کرد و دو راه حل برای حل بحران گروگانها به او پیشنهاد کرد. ابورزق در دو دیدار با ابوالحسن بنی صدر (سرپرست وزارت امور خارجه) دو احتمال را مطرح کرد: ارائه شکایات ایران از آمریکا به سازمان ملل (پیشنهادی که وزارت امور خارجه ارائه کرده بود) یا ارائه آنها در کمیسیون تحقیق سنای امریکا. بنی صدر به کمیسیون تحقیقات سنا ابراز علاقه کرد و ابورزق با رهبر اکثریت سنا، رابرت سی. برد، تماس تلفنی گرفت ولی سناتور برد علاقه ای به موضوع نداشت. .

### عملیات طبس
پس از شکست دولت کارتر در آزادسازی گروگان‌ها از کانال‌های دیپلماتیک، یگان ویژه دلتا فورس نیروهای مسلح آمریکا، مأموریت پیدا کردند گروگان‌های آمریکایی را در یک عملیات کماندویی آزاد کرده و به آمریکا بازگردانند. این عملیات که به‌دلیل مشکلات فنی و جوی پیش‌بینی نشده و بروز طوفان شن به شکست انجامید، به عملیات طبس (با نام رمز عملیات «Operation Eagle Claw» (عملیات پنجهٔ عقاب)) مشهور شد.
۸ نفر که برای نجات گروگان‌ها به دشت کویر نزدیک طبس اعزام شدند، در اثر طوفان شن ناگهانی و پیش‌بینی نشده کشته شدند. همچنین محمد منتظرقائم فرمانده سپاه پاسداران یزد نیز با اشتباه نیروهای خودی بمباران و کشته شد.
- کاپیتان ریچارد ال. باکه، ۳۴ ساله، نیروی هوایی
- سر گروهبان جان دی. هاروی، ۲۱ ساله، نیروی تفنگداران دریایی
- سرجوخه جورج ان. هولمس کهتر، ۲۲ ساله، نیروی تفنگداران دریایی
- گروهبان دوم دوی ال. جانسون، ۳۲ ساله، نیروی تفنگداران دریایی
- کاپیتان هارولد ال. لویس، ۳۵ ساله، نیروی هوایی
- سر گروهبان تکنسین جوئل سی. مایو، ۳۴ ساله، نیروی هوایی
- کاپیتان لین دی. مک اینتاش، ۳۳ ساله، نیروی هوایی
- کاپیتان چارلس تی. مک میلان، ۲۸ ساله، نیروی هوایی
- محمد منتظرقائم، سپاه پاسداران

### پیمان‌نامه الجزایر
چند ماه بعد از افتتاح مجلس شورای اسلامی در خردادماه ۱۳۵۹ طی نامه‌ای از سوی خمینی تصمیم‌گیری پیرامون گروگان‌های آمریکایی به مجلس شورای اسلامی سپرده شد. دولت پروسه اجرایی رسیدن به یک توافقنامه با ایالات متحده آمریکا را برعهده داشت. با توجه به قطع رابطه سیاسی بین دو کشور از سوی آمریکا، دولت الجزایر به عنوان حافظ منافع جمهوری اسلامی ایران واسطه رسیدن به تفاهم نهایی بود.
بهزاد نبوی معاون اجرایی رئیس‌جمهور محمدعلی رجایی مدیریت مذاکرات را برعهده داشت.
که در نهایت با رأی همراه با تأخیر نمایندگان مجلس شورای اسلامی منجر به عهدنامه ۱۹۸۱ الجزایر شد که تأخیر نمایندگان مجلس یکی از عوامل شکست انتخاباتی ریاست جمهوری آمریکا جیمی کارتر در مقابل رونالد ریگان شد تا جیمی کارتر فقط ۴ سال در راس حکومت بماند.

## قربانیان گروگانگیری

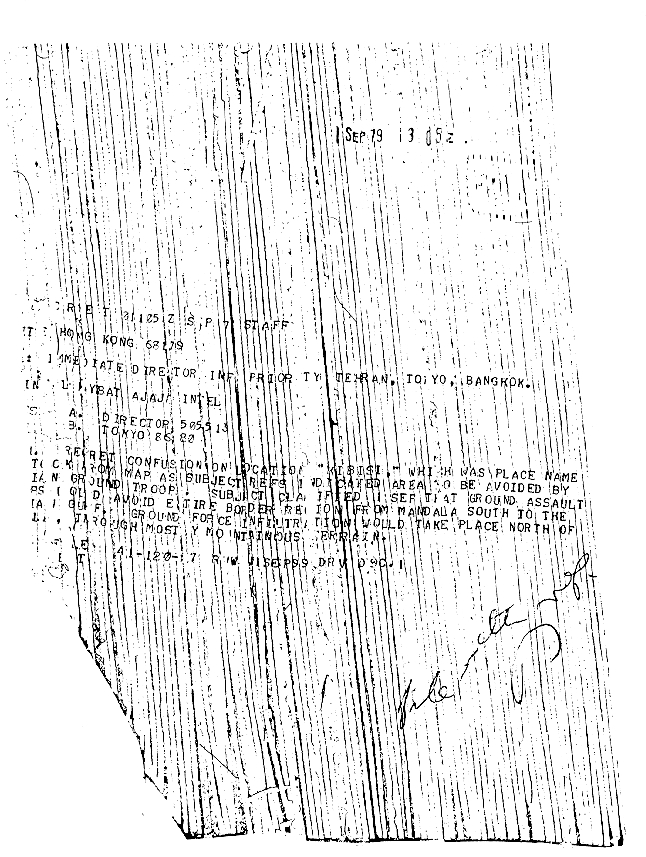
یکی از اسناد بازسازی شده توسط دانشجویان پیرو خط خمینی

دو قربانی مستقیم این جریان سیمون فرزامی، روزنامه‌نگار یهودی ایرانی، که در ۲۵ آذر ۱۳۵۹ تیرباران شد و خسرو قشقایی، ایلخان ایل قشقایی که در ۹ مهر ۱۳۶۱ به دار آویخته شد، بودند.
- «یکی از این اسناد در مورد فردی بود که سازمان سیا از او با عنوان LURE/1 SD نام می‌برد. در دی ماه ۱۳۵۸، در گاو صندوق اتاق رئیس پایگاه سیا در تهران، هفت سند دربارهٔ این فرد پیدا کردیم. نخستین سند، به تاریخ ۲۷ ژوئیه ۱۹۷۹ به گزارش‌های فردی به نام SD ROTTER که بعدها معلوم شد خسرو قشقایی است، مربوط می‌شد. وی مقامات سیا را به تماس با شخص دیگری با عنوان SD LURE ترغیب می‌کرد. در این سند، شمارهٔ تلفن او ذکر شده بود. یکی از مأموران سیا با اسم رمز «گای رادرفورد» در پاریس تحت پوشش یک تاجر به او نزدیک شده بود. SD LURE موافقت کرد که دوباره در تهران با او ملاقات کند.»[۴۵]
- بر طبق برخی از اسناد بدست آمده سفارت آمریکا در تهران، به وجود آمدن یک واکنش تند از سوی نیروهای انقلابی و حتی اشغال سفارت و گروگان گرفتن کارمندان آن را پیش‌بینی کرده بود.[۴۶]

یکی دیگر از سرشناس‌ترین قربانیان این گروگانگیری، عباس امیرانتظام سفیر ایران در کشورهای اسکاندیناوی و مسئول مذاکره دولت موقت با آمریکا بود. امیرانتظام در ۲۸ آذر ۱۳۵۸ به اتهام همکاری با سازمان جاسوسی سیا و ارتباط پنهانی با آمریکا بازداشت شد. دانشجویان مسلمان پیرو خط امام تأکید داشتند اسناد و مدارک زیادی دال بر ارتباط‌های سری امیرانتظام با آمریکایی‌ها در اختیار دارند.
در جریان محاکمه وی، شیخ علی تهرانی با انتشار نامه‌ای خطاب به بنی‌صدر - رئیس‌جمهور وقت ایران - در ۱۵ فروردین ۱۳۶۰ خواستار مداخلهٔ وی در دادگاه غیرقانونی امیر انتظام شده بود. در خلال دستگیری و محاکمهٔ امیرانتظام، احزاب و گروه‌های چپ برای تخریب چهرهٔ وی و دولت موقت مهدی بازرگان، با انتشار مقالات و بیانیه‌هایی روی جاسوسی امیرانتظام تمرکز زیادی کردند.

## کتاب اسناد لانه جاسوسی
دفتر انتشارات اسلامی جامعه مدرسین حوزه علمیه قم کتابی ۱۱جلدی تحت عنوان اسناد لانه جاسوسی منتشر کرده‌است، که ادعا می‌کند شامل اسناد بازیابی شده از سفارت به‌وسیلهٔ دانشجویان است. رئیس سازمان پژوهش و برنامه‌ریزی آموزشی اعلام کرد هم‌اکنون کار گروهی برای ورود بخشهایی از این اسناد به کتابهای درسی تشکیل شده‌است.

## همکاری سفارت کانادا با سازمان سیا
پس از اشغال سفارت آمریکا در تهران، سفارت کانادا با درخواست جیمی کارتر به مرکز فعالیت‌های اطلاعاتی سازمان سیا تبدیل شد. کن تیلور که از سال ۱۳۵۷ تا ۱۳۶۰ سفیر کانادا در تهران بوده گفته‌است که وی عملاً به مسئول اطلاعاتی شماره یک آمریکا در ایران تبدیل شده بود و اطمینان داشت که مقامات ایرانی به فعالیت‌های سری وی پی نخواهند برد.

## عواقب درازمدت

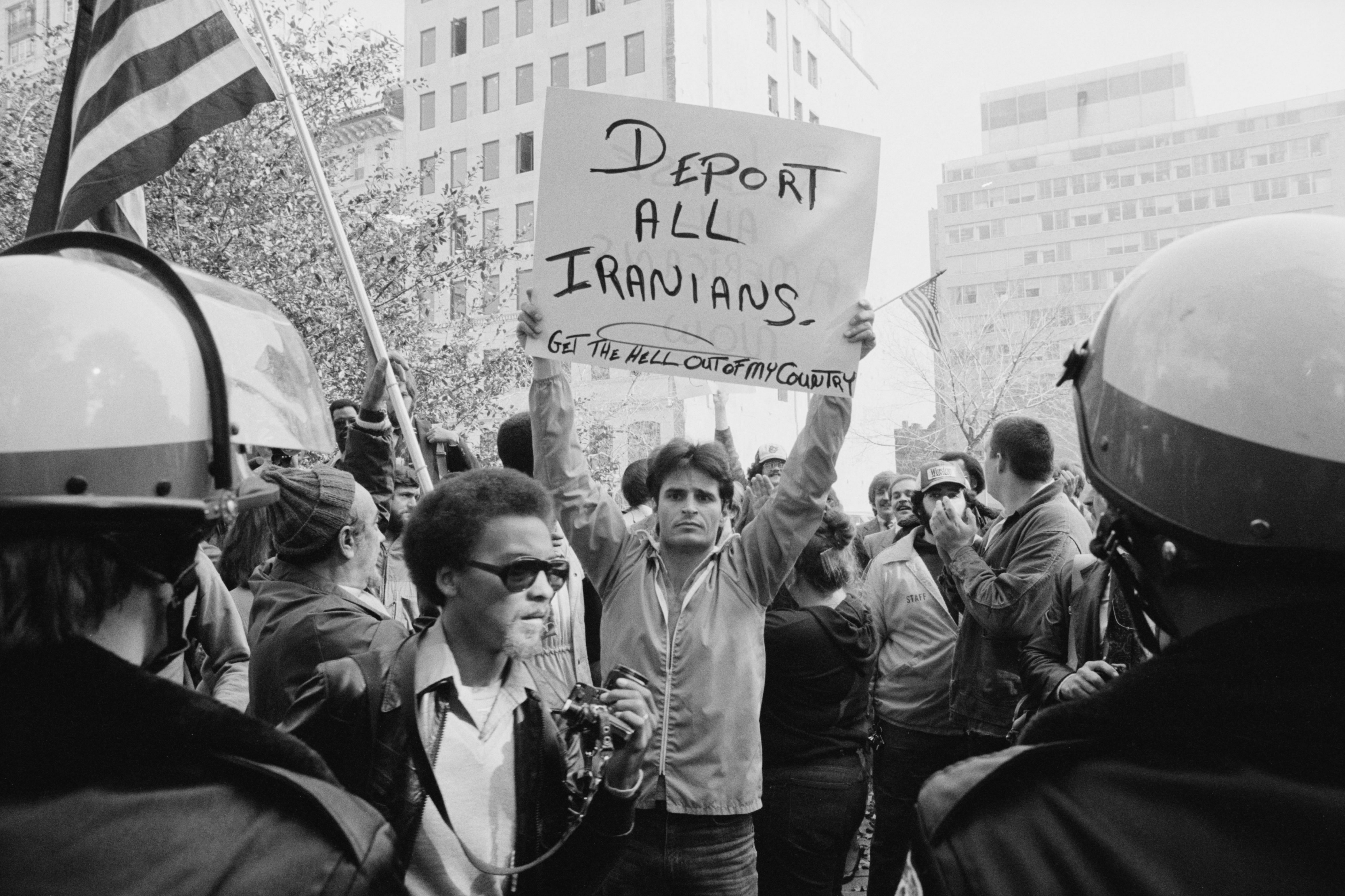
مردی در تظاهراتی در آمریکا علیه ایران در تصویر دیده می‌شود. بر روی تابلو نوشته: «همه ایرانی‌ها را اخراج کنید. گورتان را از کشورم گم کنید.»

نخستین تحریمات اقتصادی آمریکا علیه ایران در همین جریان علیه ایران وضع گردید. در حقیقت تصرف غیرقانونی سفارت ایالات متحده آمریکا و به گروگان گرفتن کارکنان آن بمدت ۴۴۴ روز، باعث پیدایش سال‌ها دشمنی آمریکاییان علیه ایران، از جمله قطع تمام روابط، ضبط و مصادره میلیون‌ها دلار اموال ایران در خارج از کشور، وضع تحریمات علیه ایران، و طرد ایران از جوامع غربی شد که تا به امروز نیز ادامه دارد. ویلیام داگرتی، یکی از گروگانها، سال‌ها بعد در این باره در یک مصاحبه با شبکه سی ان ان توضیح داد:
وقتی اینطور کشور شما (آمریکا) را تحقیری می‌کنند که ما را کردند، اینجور چیزها به یاد آدم می‌ماند. آدم کسانی را که آنطور به حیثیت شما و خانواده و کشورتان اهانت کردند را فراموش نمی‌کند. تنفر آنان از آمریکایی‌ها را هنوز به خوبی به یاد دارم. از هر روزنه بدنشان در حال نشت کردن بود.

## گروگان‌های آمریکایی
۶۶ گروگان (۶۳ نفر از سفارت آمریکا و ۳ نفر از دفتر کنسولگری در وزارت امور خارجه) از تاریخ ۴ نوامبر ۱۹۷۹ تا ۲۰ ژانویه ۱۹۸۱ گروگان بوده‌اند. گروه ۶۳ نفری در سفارت و گروه ۳ نفری در وزارت امور خارجه نگهداری می‌شدند.
۱۳ نفر از گروگان‌ها بین ۱۹ و ۲۰ نوامبر ۱۹۷۹ آزاد شدند و یک نفر از آن‌ها در ۱۱ ژوئیه ۱۹۸۰ آزاد شد. ۵۲ نفر باقی‌مانده ۴۴۴ روز به عنوان گروگان در اختیار و کنترل گروه دانشجویان بودند و در نهایت در ۲۰ ژانویه ۱۹۸۱ آزاد شدند.

### دیپلمات‌های گریخته

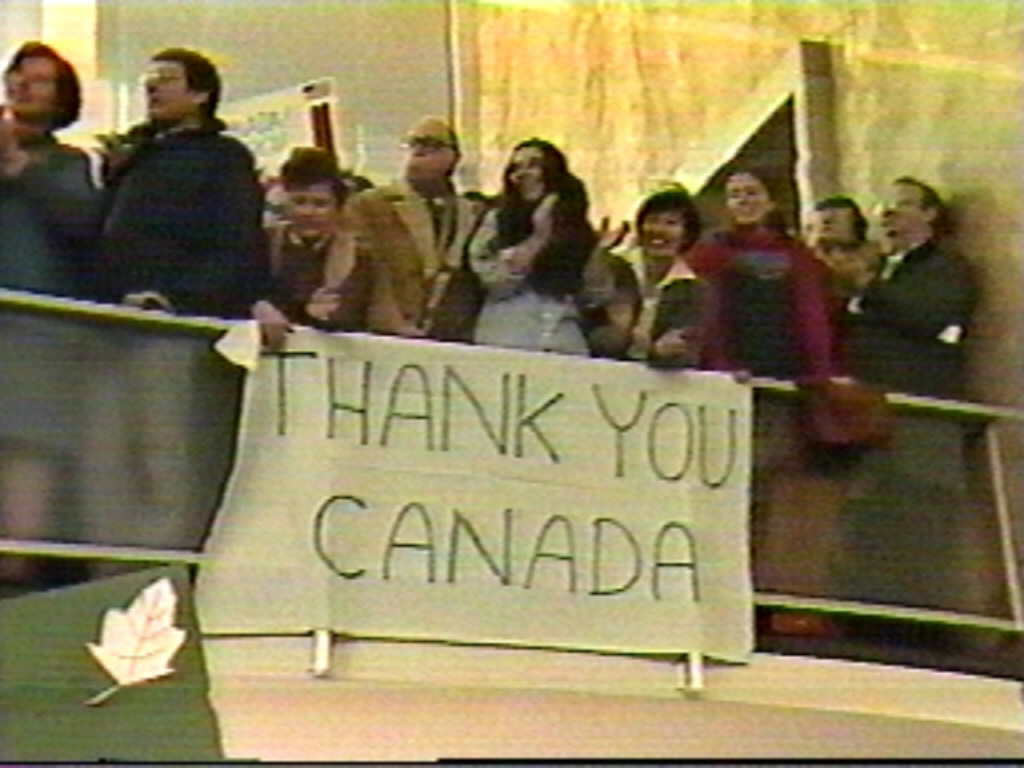
تشکر امریکاییان از کانادا بخاطر کمک به فرار شش تن از گروگانها

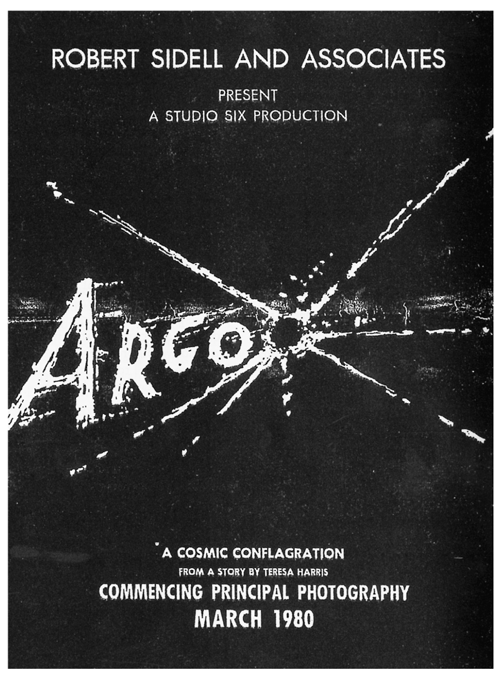
پوستر فیلم آرگو

درب الکترونیکی محافظ، داخل سفارت آمریکا

در روز اشغال سفارت، شش دیپلمات آمریکایی توانستند بگریزند و در سفارت‌خانه‌های دولت سوئد و کانادا پناه گیرند و در نهایت در ۲۸ ژانویه ۱۹۸۰ با گذرنامههای کانادایی از ایران خارج می‌شوند:
- رابرت آندرز، ۲۴ ساله، افسر کنسولی
- مارک جی. لیجک، ۲۹ ساله، افسر کنسولی
- کورا آ. لیجک، ۲۵ ساله، دستیار کنسولی
- هنری ل. شاتز، ۳۱ ساله، وابسته کشاورزی
- جوزف د. استافورد، ۲۹ ساله، افسر کنسولی
- کاتلین ف. استافورد، ۲۸ ساله، دستیار کنسولی

فیلمی نیز با برداشت آزاد در این باره ساخته بن افلک در آمریکا در سال ۲۰۱۳ اکران گردید به نام آرگو (ARGO) که موضوع اصلی آن برگرداندن این ۶ دیپلمات با کمک سفیر کانادا با پاسپورت‌های کانادایی به آمریکا می‌باشد.

### گروگان‌های آزادشده
از ۱۹ تا ۲۰ نوامبر ۱۹۷۹، سیزده گروگان که زن یا سیاه‌پوست بودند، آزاد شدند. به گفته سایروس ونس، این اتفاق ناشی از مذاکره غیر مستقیم آمریکا با ایران از طریق سازمان آزادی‌بخش فلسطین بود:
- کیتی گراس، ۲۲ ساله، منشی
- سر گروهبان جیمز هیوز، ۳۰ ساله، مدیر اداری نیروی هوایی آمریکا
- لیلیان جانسون، ۳۲ ساله، منشی
- سر گروهبان لدل میپلز، ۲۳ ساله، محافظ تفنگداران دریایی
- الیزابت مونتاگن، ۴۲ ساله، منشی
- گروهبان ویلیام کوآرلز، ۲۳ ساله، محافظ تفنگداران دریایی
- للوید رولینز، ۴۰ ساله، افسر اداری
- کاپیتان نیل (تری) رابینسن، ۳۰ ساله، افسر اداری
- تری تدفورد، ۲۴ ساله، منشی
- سر گروهبان جوزف وینسنت، ۴۲ ساله، مدیر اداری نیروی هوایی آمریکا
- سر گروهبان دیوید واکر، ۲۵ ساله، محافظ تفنگداران دریایی
- جان والش، ۳۳ ساله، منشی
- سرجوخه وزلی ویلیامز، ۲۴ ساله، محافظ تفنگداران دریایی
- در تاریخ ۱۱ ژوئیه ۱۹۸۰، ریچارد آی. کوئین کنسول‌یار ۲۸ ساله ریچارد آی کوئین به دلیل نشانه‌های بیماری آزاد شد.

### ۵۲ گروگان باقی‌مانده

بزرگ‌ترین تظاهرات ضد امپریالیستی در ایران، پس از اوج‌گیری بحران گروگانگیری

- توماس ال. آهرن کهتر، ۴۸ ساله، افسر کنترل مواد مخدر
- کلیر کورتلند بارنس، ۳۸ ساله، متخصص ارتباطات
- ویلیام ای. بلک، ۴۴ ساله، افسر ارتباطات و ضبط
- رابرت اُ. بلاکر، ۵۴ ساله، افسر اقتصادی متخصص در زمینه نفت
- دانلد جی. کوک، ۲۶ ساله، کنسول یار
- ویلیام جی. دوگرتی، ۳۳ ساله، دبیر سوم هیئت اعزامی آمریکا به ایران
- فرمانده ناوبان یکم رابرت انگلمن، ۳۴ ساله، وابسته نیروی دریایی
- سر گروهبان ویلیام گالگوس، ۲۲ ساله، محافظ تفنگداران دریایی
- بروس دبلیو. جرمن، ۴۴ ساله، افسر اعتبارات
- دوان ال. جیلت، ۲۴ ساله، متخصص ارتباطات و اطلاعات نیروی دریایی
- آلن بی. گلانسینکسی، ۳۰ ساله، افسر امنیتی
- جان ای. گریوس، ۵۳ ساله، افسر روابط عمومی
- جوزف ام. هال، ۳۲ ساله، وابسته نظامی با درجهٔ ستوان یار
- سر گروهبان کوین جی. هرمنینگ، ۲۱ ساله، افسر تفنگداران دریایی
- گروهبان دوم دانلد آر. هوهمن، ۳۸ ساله، پزشک ارتش
- سرهنگ للند جی. هالند، ۵۸ ساله، وابسته نظامی
- مایکل هاولند، ۳۴ ساله، آجودان تیمسار امنیتی و یکی از سه تنی که در وزارت امور خارجه ایران نگهداری می‌شدند
- چارلس ای. جونس کهتر، ۴۰ ساله، متخصص ارتباطات و اپراتور دور نویس، تنها آمریکایی سیاهپوستی که در نوامبر ۱۹۷۹ آزاد نشد
- مالکوم کالپ، ۴۲ ساله، مقام ناشناخته
- مورهد سی. کندی کهتر، ۵۰ ساله، افسر اقتصادی و بازرگانی
- ویلیام اف. کیوف کهتر، ۵۰ ساله، سرپرست (مدیر) مدرسه آمریکایی در اسلام‌آباد پاکستان که در زمان اشغال به تهران مراجعه کرده بود.
- سرجوخه استیون دبلیو کرتلی، ۲۲ ساله، محافظ تفنگداران دریایی
- کاترین ال. کوب، ۴۲ ساله، افسر فرهنگی سفارت و یکی از دو گروگان زن
- فردریک لی کوپکه، ۳۴ ساله، افسر ارتباطات و متخصص الکترونیک
- ال. بروس لینگن، ۵۸ ساله، کاردار سفارت و یکی از سه تنی که در وزارت امور خارجه ایران نگهداری می‌شدند
- استیون لاوترباخ، ۲۹ ساله، افسر اداری
- گری ای. لی، ۳۷ ساله، افسر اداری
- سر گروهبان پول ادوارد لویس، ۲۳ ساله، محافظ تفنگداران دریایی
- جان دبلیو لیمبرت، ۳۷ ساله، افسر سیاسی
- سر گروهبان جیمس ام. لوپز، ۲۲ ساله، محافظ تفنگداران دریایی
- سر گروهبان جان دی. مک کیل، ۲۷ ساله، محافظ تفنگداران دریایی
- مایکل جی. مترینکو، ۳۴ ساله، افسر سیاسی
- جری جی. میل، ۴۲ ساله، افسر ارتباطات
- گروهبان دوم مایکل ای. مولر، ۳۱ ساله، رهبر واحد محافظان تفنگداران دریایی
- برت سی. مور، ۴۵ ساله، مشاور (مستشار) برای امور مدیریتی
- ریچارد اچ. مورفیلد، ۵۱ ساله، رئیس (ژنرال) کنسول آمریکایی در ایران
- کاپیتان پول ام. نیدمن کهتر، ۳۰ ساله، افسر ستاد لجستیک نیروی هوایی
- رابرت سی. اود، ۶۵ ساله، افسر بازنشسته خدمات خارجی بر روی (دربارهٔ) شغل موقت در تهران
- سر گروهبان گریگوری ای. پرسینگر، ۲۳ ساله، محافظ تفنگداران دریایی
- جری پلوتکین، ۴۵ ساله، تاجر غیردولتی که به تهران مراجعه کرده بود
- استوار ارشد رجیس رگان، ۳۸ ساله، افسر وظیفه ارتش و عهده‌دار دفاع از افسران وابسته نظامی
- سرهنگ دوم دیوید ام. روئدر، ۴۱ ساله، نمایندهٔ وابستگان نیروی دریایی
- باری ام. روسن، ۲۶ ساله، وابسته مطبوعاتی
- ویلیام بی. رویر کهتر، ۴۹ ساله، نایب رئیس اجرایی انجمن ایران-آمریکا
- سرهنگ توماس ای. شافر، ۵۰ ساله، وابسته نیروی هوایی
- سرهنگ چارلس دبلیو. اسکات، ۴۸ ساله، افسر ارتش و وابسته نظامی
- فرمانده دانلد ام. شارر، ۴۰ ساله، وابسته ناوگان هوایی
- سر گروهبان رادنی وی (راکی). سیکمان، ۲۲ ساله، محافظ تفنگداران دریایی
- گروهبان دوم جوزف سوبیک کهتر، ۲۳ ساله، پلیس نظامی برای دفاع از پرسنل ستاد وابستگان
- الیزابت آن سویفت، ۴۰ ساله، رئیس قسمت سیاسی سفارت و یکی از دو گروگان زن
- ویلیام التامسث، ۳۹ ساله، افسر بالا رتبه سیاسی و یکی از سه تنی که در وزارت امور خارجه ایران نگهداری می‌شدند
- فیلیپ آر. وارد، ۴۰ ساله، افسر اداریگروگانهای آزاد شده

## دانشجویان پیرو خط خمینی

### اعضای کمیتهٔ مرکزی تسخیر سفارت
- ابراهیم اصغرزاده
- محسن میردامادی
- حبیب‌الله بیطرف
- رضا سیف‌اللهی
- رحیم باطنی

### دیگر اعضا
- سعید حجاریان
- معصومه ابتکار
- عباس عبدی
- کمال تبریزی
- فروز رجایی فر
- علی‌اصغر زحمتکش
- محمد هاشمی اصفهانی
- اکبر رفان
- محمدرضا خاتمی
- محسن امین‌زاده
- رحمان دادمان
- شمس‌الدین وهابی
- وفا تابش
- محمد نعیمی‌پور
- حسین شیخ‌الاسلام
- احمد حسینی
- حسین کمالی
- محمد چمنی
- عبدالحسین روح‌الامینی[۶۲]

### ادعای شرکت محمود احمدی‌نژاد در تصرف سفارت آمریکا

عکسی از تقی محمدی در حال جابجایی یک گروگان آمریکایی. رسانه‌های غربی در اشتباه محمود احمدی‌نژاد را جای این فرد معرفی کردند.

پس از انتخاب محمود احمدی‌نژاد به ریاست جمهوری چند نفر از کارمندان سفارت آمریکا که در جریان تصرف سفارت آمریکا به گروگان گرفته شده بودند، احمدی‌نژاد را یکی از گروگان‌گیرها معرفی کردند. اما سازمان سیا اعلام کرد: هیچ مدرکی دال بر این ادعا وجود ندارد. این رویدادها پس از انتشار عکسهایی از یک گروگانگیر که دارای شباهت‌های ظاهری با محمود احمدی‌نژاد بود رخ داد. در پی این رویدادها، سعید حجاریان در مصاحبه با آسوشیتدپرس گفت: گروگان‌گیر حاضر در عکس سال ۱۹۷۹ محمود احمدی‌نژاد رئیس‌جمهور منتخب مردم ایران نیست، بلکه یکی از مبارزانی است که در زندان خودکشی کرد. به فاصله کمی از انتشار این اخبار، مشخص شد که این تصویر متعلق است به فردی به نام تقی محمدی متولد ۱۳۳۶ و ساکن نازی‌آباد که برخی او را از اعضای سازمان مجاهدین انقلاب اسلامی دانسته‌اند. او که پیش از انقلاب به شغل آزاد اشتغال داشته به میان دانشجویان پیرو خط خمینی رفت. تقی محمدی از دانشجویانی بود که در یکی از روزهای اول تصرف سفارت آمریکا، باری‌روزن، وابسته مطبوعاتی سفارت آمریکا که به زبان فارسی نیز تسلط داشت را به میان خبرنگاران آورد.

## پرداخت غرامت
به گزارش بی‌بی‌سی و نیویورک تایمز در دسامبر ۲۰۱۵ اعلام شد که پس از ۳۵ سال کنگره ایالات متحده موفق شده‌است که قانونی را تصویب نماید که از محل جریمه بانک فرانسوی پاریباس که به علت نقض تحریم‌های ایران، سودان و لیبی حدود ۹ میلیارد دلار جریمه شده بود به هر یک از ۵۳ دیپلماتی که ۴۴۴ روز در تهران گروگان گرفته شده بودند حدود ۴ میلیون و چهارصد هزار دلار غرامت پرداخت شود که معادل حدوداً روزی ۱۰ هزار دلار خواهد بود. این مبلغ به ۳۸ قربانی‌ای که در قید حیات هستند پرداخت خواهد شد و به اعضای خانواده بازماندگان نیز تا سقف ۶۰۰ هزار دلار غرامت پرداخت می‌شود.

## روزشمار وقایع
۱۹۷۹ (۱۳۵۸)

تمبر یادمان کشور آمریکا به مناسبت بازگشت گروگان‌های آمریکا از تهران

- ۲۲ اکتبر: محمدرضا پهلوی به آمریکا وارد شد؛
- ۲۳ اکتبر (۱ آبان): ۳۰ هزار نفر از مردم تهران در مقابل سفارت آمریکا در خیابان روزولت با تجمع خود نسبت به راه‌دادن شاه به خاک آمریکا اعتراض کردند؛
- ۴ نوامبر: سفارت به اشغال دانشجویان درآمد.
- ۶ نوامبر: سید روح‌الله خمینی با استعفای دولت موقت انقلاب موافق کرد.[۶۹]
- ۱۰ نوامبر: فرستاده پاپ به تهران آمد و همراه با بنی‌صدر به دیدار خمینی رفت.[۷۰]
- ۱۵ نوامبر: دستور آزادی زنان و سیاه‌پوستان صادر شد.[۷۱][۷۲]

۱۹۸۰ (۱۳۵۹)
- ۲۷ ژوئیه: مرگ شاه؛
- ۲۲ سپتامبر: جنگ ایران و عراق رسماً اعلام شد.

۲۰۰۹ (۱۳۸۸)
- ۳ نوامبر: منتظری طی بیانیه‌ای رسماً تسخیر سفارت را اشتباه خواند.

## تئوری توطئه
برخی ایرانیان حتی اشغال سفارت آمریکا در ایران در سال‌های ۱۳۵۸–۵۹ را نیز با هدف فراهم آوردن پیش زمینه ای برای دولت کارتر برای مسدود کردند ۱۴ میلیارد دلار دارایی‌های ایران در آمریکا می‌دانند. بنا به گفته شاه، وقایع ایران و افغانستان شواهد توطئه بزرگ روس‌ها و آمریکایی‌ها بود تا از طریق آن «جهان را بین خود تقسیم کنند.»
روزنامه وطن امروز به نقل از یک کارشناس امنیتی مدعی شد حمله به سفارت آمریکا در تهران در آبان ماه سال ۱۳۵۸، استراتژی کاخ سفید بود که توسط محمد موسوی خوئینی‌ها به اجرا گذاشته شد. این کارشناس امنیتی که هویتش مشخص نشده، به روزنامه طرفدار دولت احمدی‌نژاد گفته که موسوی خوئینی‌ها بدون هماهنگی با خمینی و به کمک چند تن از دانشجویان پیرو خط خمینی، اقدام به تسخیر سفارت آمریکا در تهران کرده‌است.
در بین چپگرایان ادعا می‌شود انقلاب و گروگان‌گیری نتیجهٔ دسیسهٔ بین خمینی و رونالد ریگان بود تا باعث شکست جیمی کارتر در انتخابات شود؛ ماجرای ایران–کنترا به عنوان گواهی بر این مسئله گرفته می‌شود.

## فیلم‌ها و کتابها
- آرگو – فیلمی با بازی بن افلک، محصول ۲۰۱۲
- گروگان‌ها – مجموعه مستند تلویزیونی محصول ۲۰۲۲
- کتاب اشغال انقلاب دوم: تولد آمریکا ستیزی نویسنده صادق زیبا کلام و حسام بشرویه نژاد کریمی انتشارات: روزنه

## نگارخانه

متن سخنرانی روح‌الله موسوی خمینی در مورد حادثه اشغال سفارت‌خانه آمریکا

### اسناد
- دانلود متن کامل اسناد لانه جاسوسی بسیج دانشجویی دانشگاه صنعتی امیرکبیر
- اسنادی از «لانهٔ جاسوسی»، وبگاه Memory Hole

### تحلیل
- برزگر، جمشید. ۲۶ سال پس از اشغال سفارت آمریکا، گروگان کیست؟، بی‌بی‌سی فارسی.
- مقاله بحران گروگانگیری (HOSTAGE CRISIS)، در دانشنامه ایرانیکا، نوشته محسن میلانی
- دانشجویان گروگانگیر پس از سه دهه صدای آمریکا

### گفتگو
- اشغال سفارت آمریکا: دو روایت از دو سوی یک گروگانگیری، گفتگو با بروس لاینگن و ابراهیم اصغرزاده، بی‌بی‌سی فارسی.

### تصاویر
- تسخیر لانه جاسوسی به روایت تصویر مرکز اسناد انقلاب اسلامی
- بحران گروگان‌گیری در ایران؛ به روایت تصویر، بی‌بی‌سی فارسی.
- تصاویری از تسخیر «لانهٔ جاسوسی»، وبگاه Memory Hole.
- ۴۴۴ روز گروگانگیری توضیح وبگاه تاریخ ایران: پایگاه اطلاع‌رسانی دفتر حفظ و نشر آثار آیت‌الله‌العظمی خامنه‌ای به مناسبت سالروز تسخیر سفارت ایالات متحده آمریکا به دست دانشجویان پیرو خط خمینی، تصاویر منتشرنشده و دیدنی از ۴۴۴ روز گروگانگیری را منتشر کرده‌است.

### کتابشناسی
- اسناد لانه جاسوسی آمریکا (دورهٔ ۱۰جلدی) مؤسسه مطالعات و پژوهش‌های سیاسی
- گروگان‌گیری ایرانی مرکز استاد انقلاب اسلامی| بخشی از مجموعهٔ   |
| انقلاب ۱۳۵۷      |
| ---------------- |
|                  |
| موضوعات          |
| چهره‌های اصلی     |
| احزاب و سازمان‌ها |
| نهادهای رسمی     |
| رخدادها          |
| همچنین ببینید    |
| ن ب و            |